# Banschaft Morava

Moravska banovina

Die Banschaft Morava (serbokroat. Moravska banovina, kyrill. Моравска бановина) war eine der neun Banschaften des Königreichs Jugoslawien, welche am 3. Oktober 1929 gebildet wurden. Die Hauptstadt war Niš. Die Banschaft umfasste das östliche Zentralserbien sowie kleinere Gebiete im Kosovo. Ihren Namen bekam die Banschaft nach dem Fluss Große Morava.
Die wichtigsten Städte waren Niš, Kruševac, Kraljevo, Jagodina, Zaječar, Negotin u. a.

## Geschichte
Die Banschaft Morava entstand 1929 mit der Reorganisation des jugoslawischen Staates vom Königreich der Serben, Kroaten und Slowenen in das Königreich Jugoslawien unter Alexander I. Nach dem Angriff des Hitler-Regimes auf das Königreich Jugoslawien und der Kapitulation Jugoslawiens 1941 wurde der östliche Teil der Banschaft mit Pirot Bulgarien zugesprochen, der überwiegende Teil kam an das Protektorat Serbien. Nach dem Krieg wurde im kommunistischen Jugoslawien die Republik Serbien gegründet und als föderale Teilrepublik gebildet, die Banschaft Morava wurde nicht erneuert. 